# Боровиченко Марія Сергіївна
Марі́я Сергі́ївна Боровиче́нко (нар. 21 жовтня 1925 — 14 липня 1943) — Герой Радянського Союзу (1965, посмертно), у роки німецько-радянської війни санітар 5-ї повітряно-десантної бригади.

## Біографія
Марія Боровиченко народилася 1925 року в селі Мишоловка в передмісті Києва в робітничій родині, у будинку № 26 на вул. Мишоловській (нині Квітки-Основ'яненка). 1933 року вступила до школи в Мишоловці (школа № 122, що в подальшому носила її ім'я), 1941 року закінчила 8-й клас та курси медсестер.
У серпні 1941 року під час оборони Києва командний пункт розташовувався неподалік від Мишоловки в Голосіївському лісі. 10 серпня 1941 року під час оборони Києва від німецьких військ, добровільно туди прийшла 15-річна Марія, а наступного дня вона вже була санітаркою 5-ї повітряно-десантної бригади (командир Олександр Родимцев).
Спочатку рятувала бійців при Київській операції, вже 13 серпня, під час бою на території Київського сільськогосподарського інституту, вона винесла на собі вісьмох поранених бійців і застрелила двох німців, рятуючи командира батальйону.
5 вересня 1941 року в запеклих боях поблизу Конотопа М.С. Боровиченко врятувала понад 20 бійців і допомогла встановити кулемет на висоті біля річки Сойм. В одному з боїв влітку 1942 року вона підхопила ворожий автомат і знищила чотирьох німців.
Разом з радянськими військами М.С. Боровиченко відступала до Сталінграду, де взяла участь у Сталінградській битві 1942 – 1943 років. Влітку 1943 року вона вже у званні гвардії старшого сержанта воювала на Курській дузі. 14 липня 1943 року в бою біля села Орловка Івнянського району Бєлгородської області вона врятувала лейтенанта Корнієнка, прикривши його своїм тілом і кинувши гранату у ворожий танк. У тому ж бою 17-річна М.С. Боровиченко загинула від осколку ворожого снаряду.
Похована у тому ж селі.

## Нагороди
- За героїзм під час боїв у Сталінграді, де вона була санінструктором, нагороджена медаллю «За бойові заслуги».
- 6 травня 1965 року їй присвоєне звання Герой Радянського Союзу (посмертно). Указом Президії Верховної Ради СРСР від 6 травня 1965 року. , на території школи їй встановлено пам’ятник і меморіальну дошку.

## Пам'ять
У рідній Мишоловці на честь Марії Боровиченко було названо вулицю (зараз Вулиця Віри Гедройць). Також вулиця її імені є в російському селищі Івня. На фасаді школи, де вона навчалася, встановлено меморіальну таблицю, біля школи відкрито погруддя, а Київській загальноосвітній школі № 122 було присвоєно ім’я Героя Радянського Союзу М.С. Боровиченко.
У 1965 році на кіностудії імені Довженка за мотивами повісті «Марійка з Мишоловки», що написав генерал Олександр Родимцев, режисер Суламіф Цибульник зняла фільм «Немає невідомих солдатів», прообразом головної героїні фільму стала Марія Боровиченко (роль виконала Наталя Ричагова).

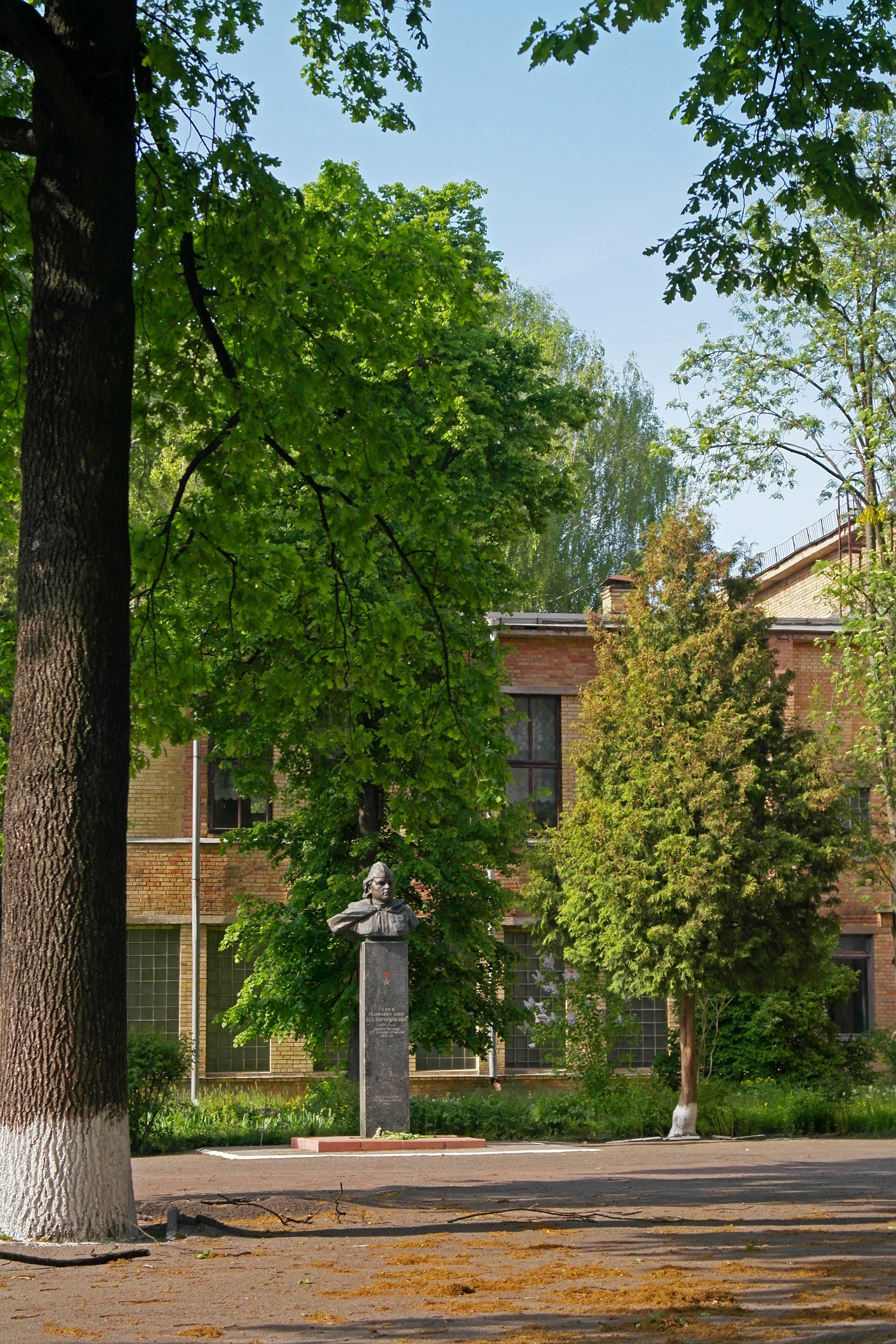
Погруддя Марії Боровиченко біля школи № 122 у Києві